# Сонойта
Сонойта (исп. Sonoyta) — приграничный город в Мексике, штат Сонора, входит в состав муниципалитета Хенераль-Плутарко-Элиас-Кальес и является его административным центром. Численность населения, по данным переписи 2020 года, составила 11 440 человек.

## Топонимика
Название Sonoyta дано по названию одноимённой реки, которое в свою очередь происходит из языка народа папаго и его можно перевести как: хранилище, откуда пробивается вода, так как река берёт своё начало в горах Лома-Альта, пробиваясь из подземных источников.

## История
Первыми жителями этого региона был народ папаго, занимавшиеся собирательством и охотой.
В 1694 году в регион прибыли миссионеров-иезуиты для евангелизации местного населения, и была основана миссия Сан-Марсело.
После этого быт местных жителей изменился, они сформировали компактные общины, в основном на берегах озер и рек.

## Население
Согласно переписи населения 2010 года, в городе проживало 12 849 человек. Представителей мужского пола — 6 613, а женского — 6 236.
Вероисповедание: 96,1 процент населения старше пяти лет — католики. 3 процента — евангелисты, а остальные 0,9 процента принадлежат к другим религиям.

## Образование
Муниципалитет имеет 10 дошкольных учреждений, 15 начальных школ, 5 средних и старших школ, 2 средних профессиональных и 1 аккредитованный колледж.

## Пограничный переход
В городе расположен пограничный переход в США, при пересечении которого проезжающие оказываются в американском городке Луквилл.
По данным иммиграционной и таможенной службы США, действующий в окрестностях Сонойты картель Синалоа, переправил через границу миллионы фунтов запрещённых наркотиков, миллионы долларов США и оружие.